# I Wish
"I Wish" é uma canção gravada pela cantora e compositora inglesa Cher Lloyd, lançada como o primeiro single de seu segundo álbum de estúdio intitulado Sorry I'm Late.

## Alinhamento de faixas
| Download digital |                     |         |  |
| N.º              | Título              | Duração |  |
| 1.               | "I Wish" (com T.I.) | 3:32    |  |

## Posições nas paradas musicais
| País – Parada musical (2013)      | Melhor posição |
| --------------------------------- | -------------- |
| Austrália (ARIA)                  | 40             |
| França (SNEP)                     | 200            |
| Nova Zelândia (Recorded Music NZ) | 16             |

## Histórico de lançamento
| País        | Data                  | Gravadora | Formato          |
| ----------- | --------------------- | --------- | ---------------- |
| Reino Unido | 2 de setembro de 2013 | Epic      | Download digital |